# Best of Season 1
Best of Season 1 es el primer EP de la banda estadounidense Big Time Rush. Contiene canciones que se incluyeron en su álbum debut homónimo  publicado en 2010 B.T.R. y que también aparecen en la serie de televisión Big Time Rush.

## Antecedentes
Después de que el primer disco de Big Time Rush fue publicado, también terminó la emisión de la primera temporada de la serie de televisión del mismo nombre, donde los cuatro miembros de la banda eran los protagonistas. A lo largo de la primera temporada, una gran cantidad de canciones se incluyeron, pero solo presentadas como grabación demo. Estos fueron publicados antes de la aparición de la banda sonora como una sola. En la banda sonora, éstos se presentaron de nuevo en toda su longitud, pero las canciones ya se habían lanzado  un mes antes junto con el álbum .  Esto también justifica el fracaso de la banda sonora. En Alemania, la banda sonora fue lanzado el 26 de noviembre de 2010, al igual que en Estados Unidos.

## Lista de canciones
| Best of Season 1 |                   |                                                               |                 |          |  |
| N.º              | Título            | Escritor(es)                                                  | Productor(es)   | Duración |  |
| 1.               | «Big Time Rush»   | Matthew Gerrard, Charlie Midnight, Jay Landers, Scott Fellows | Matthew Gerrard | 3:15     |  |
| 2.               | «Halfway There»   | Eric Sanicola                                                 | Eric Sanicola   | 3:34     |  |
| 3.               | «Any Kind of Guy» | Matthew Gerrard, Charlie Midnight, Jay Landers                | Matthew Gerrard | 3:45     |  |
| 4.               | «Famous»          | Andreas Carlsson, Desmond Child                               | Desmond Child   | 3:06     |  |
| 5.               | «City Is Ours»    | Eric Sanicola                                                 | Eric Sanicola   | 3:16     |  |
| 16:56            |                   |                                                               |                 |          |  |